# Надь, Жужа (гимнастка)
Жужа Надь (венг. Nagy Zsuzsanna (Zsuzsa), род. 14 ноября 1951 года в Будапеште) — венгерская спортивная гимнастка. Бронзовая медалистка Олимпийских игр 1972 года в командном многоборье.

## Биография
На Олимпийских играх 1972 года завоевала бронзу в командном многоборье (в составе команды Венгерской Народной Республики), при этом в личном зачёте заняла 41-е место и в финал ни в личном многоборье, ни в одном из отдельных видов не вышла.
В 1974 году завоевала бронзу в команде на чемпионате мира в Варне (Болгария).